# 李爾峽谷曲棍球和網球中心

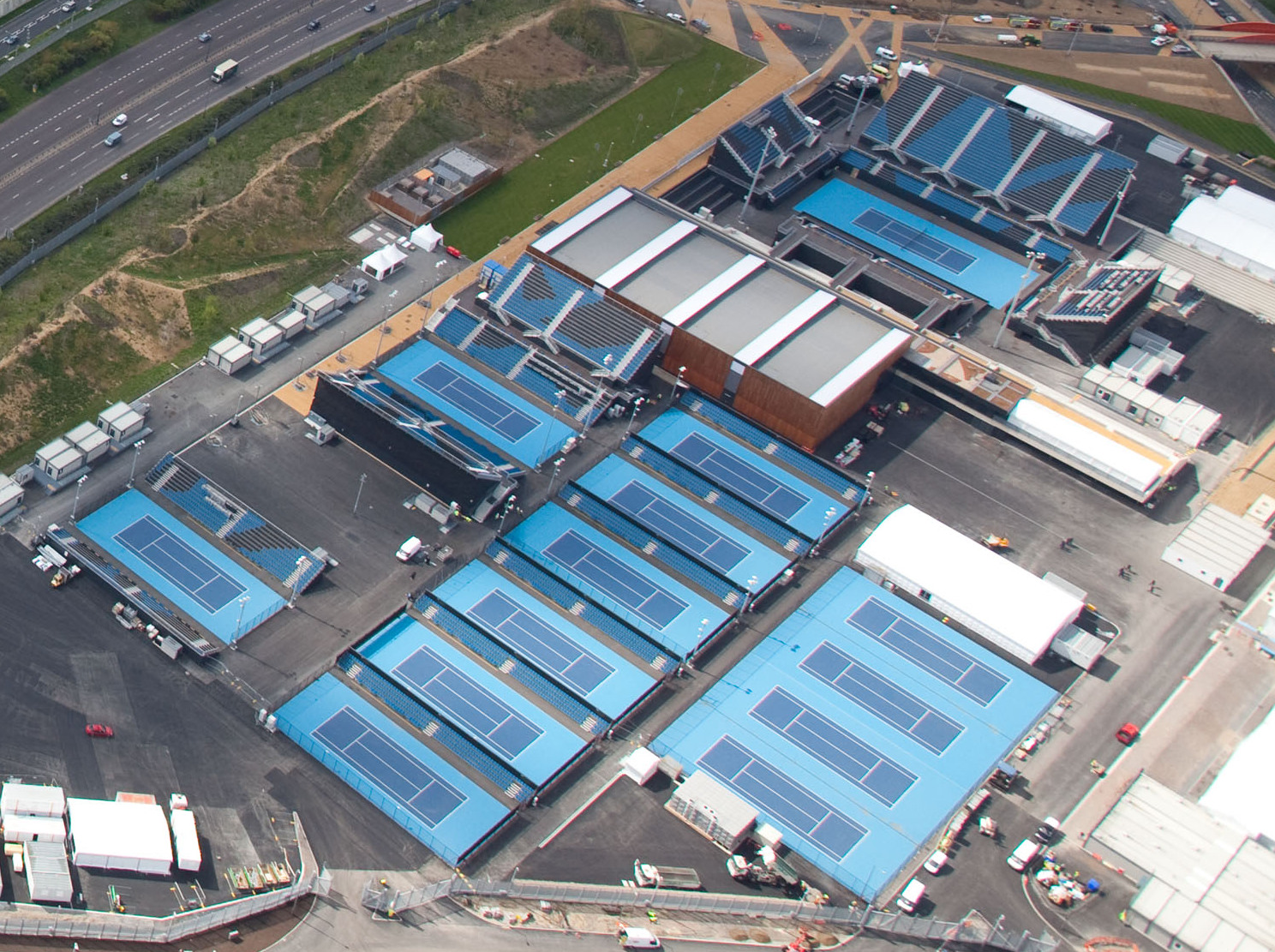
2012年4月舉辦倫敦奧運前的伊頓莊園。

李爾峽谷曲棍球和網球中心（英語：Lee Valley Hockey and Tennis Centre）是位於沃爾瑟姆森林區萊頓、英女王伊麗莎白二世奧林匹克公園以北的一處運動及娛樂場地，由李爾峽谷地區公園管理局營運。它是2012年夏季殘疾人奧林匹克運動會的比賽場館之一，賽時被稱為伊頓莊園，在奧運結束後改為公眾用途，並於2014年6月重開。